# Sarah du Yémen
Sarah du Yémen (en arabe : سارة), ou aussi Sarah Al-Quraziyyah, ayant vécu au VIe siècle, est considérée comme l'une des rares poétesses de langue arabe. Il est possible qu'elle soit juive, auquel cas elle serait l'une des trois seules poétesses juives attestées du haut Moyen Âge, les autres étant l'épouse anonyme de Dunash ben Labrat au Xe siècle, et Qasmuna entre le XIe et le XIIIe siècle.
Le poème qui lui est attribué survit dans une anthologie du Xe siècle, le Livre des Chansons. Il s'agit d'un éloge funèbre qui implique que Sarah appartenait à la tribu des Banu Qurayza, commentant leur défaite face aux musulmans vers 627 à la bataille de la Tranchée à Médine. On sait peu de choses à son sujet, mais elle « aurait participé à une action de guérilla contre Mahomet avant qu'un envoyé musulman ne la tue ».